# Tailandia en los Juegos Olímpicos de Turín 2006
Tailandia estuvo representada en los Juegos Olímpicos de Turín 2006 por un deportista masculino que compitió en esquí de fondo.
El portador de la bandera en la ceremonia de apertura fue el esquiador de fondo Prawat Nagvajara. El equipo olímpico tailandés no obtuvo ninguna medalla en estos Juegos.